# Hipertextualidad (teoría literaria)
La hipertextualidad es el cuarto tipo de trascendencia textual en la teoría de Gérard Genette. En su libro Palimpsestos expone que las relaciones hipertextuales son las que incluyen a un texto A (el hipotexto) dentro de un texto posterior B (llamado hipertexto). Otros teóricos y críticos prefieren definir esta relación con el término alternativo de intertexto.

## Concepto
El hipotexto es un texto que se puede identificar como la fuente principal de significado de un segundo texto (el hipertexto). Las estrategias que los autores emplean para producir hipertextos a partir de determinados hipotextos son diversas, y Genette las explora de forma exhaustiva en Palimpsestos. Dentro de las formas en las que un texto B parte de otro A está la parodia, el pastiche y el trasvestimiento, que a su vez recurren a la adaptación, reescritura, apropiación, transposición, condensación, traducción, etcétera, para establecer una relación crítica, de homenaje, o de comentario, entre otras, con respecto al hipotexto.
Genette reconoce que la hipertextualidad se relaciona con las otras formas de la transtextualidad. Por ejemplo, presenta un grado alto de metatextualidad al identificar la relación entre dos textos.

## Ejemplos
El primer ejemplo que aporta Genette es el siguiente: «La Eneida y el Ulysses son, en grados distintos, dos (entre otros) hipertextos de un mismo hipotexto: La Odisea.» (Genette, Palimpsestos, pp. 14-15):) .
La novela We (Nosotros), de Yevgueni Zamiatin, se puede considerar como hipotexto de la famosa novela distópica de George Orwell, 1984, que se basa en elementos del texto de We: El Gran Hermano está inspirado en El Benefactor; las telepantallas que espían y eliminan la privacidad de las personas se remontan a las construcciones de vidrio en We. La relación hipertextual existe porque, con probabilidad, de no existir la novela We, Orwell no habría dado a su propio texto la forma que tuvo; el cual, sin embargo es “autónomo” y puede leerse por separado del texto de Zamiatin.